# جون استندینگ
جون استندینگ (انگلیسی: Joan Standing؛ ‏ ۲۱ ژوئن ۱۹۰۳ – ۳ فوریهٔ ۱۹۷۹) بازیگر اهل بریتانیا بود.
از فیلم‌هایی که وی در آن نقش داشته‌است، می‌توان به جمع اضداد محال است، قهرمان دانشکده، دراکولا و جین ایر اشاره کرد.